# Ranelagh (Argentinië)
Ranelagh is een plaats in het Argentijnse bestuurlijke gebied Berazategui in de provincie Buenos Aires. De plaats telt 15.262 inwoners.